# Arrondissement Orléans
Arrondissement Orléans (fr. Arrondissement d'Orléans) je správní územní jednotka ležící v departementu Loiret a regionu Centre-Val de Loire ve Francii. Člení se dále na 24 kantony a 122 obce.

## Kantony
| - Artenay - Beaugency - Châteauneuf-sur-Loire - Chécy - Cléry-Saint-André - La Ferté-Saint-Aubin - Fleury-les-Aubrais - Ingré - Jargeau - Meung-sur-Loire - Neuville-aux-Bois - Olivet | - Orléans-Bannier - Orléans-Bourgogne - Orléans-Carmes - Orléans-La Source - Orléans-Saint-Marc-Argonne - Orléans-Saint-Marceau - Ouzouer-sur-Loire - Patay - Saint-Jean-de-Braye - Saint-Jean-de-la-Ruelle - Saint-Jean-le-Blanc - Sully-sur-Loire |